# Baliju
Baliju is een bestuurslaag in het regentschap Simalungun van de provincie Noord-Sumatra, Indonesië. Baliju telt 1125 inwoners (volkstelling 2010).